# 615

## Nașteri
- dată necunoscută: Usama ibn Zayd musulman timpuriu (d. 678)

## Decese
- 8 mai: Papa Bonifaciu al IV-lea  (n. 550)
- 23 noiembrie: Columban de Luxeuil  (n. 540)
- dată necunoscută: Ioan I Lemigius  (n. ?)
- dată necunoscută: Gundoald de Asti  (n. 565)